# ヤスミン・アギッチ
ヤスミン・アギッチ（Jasmin Agić, 1974年12月26日 - ）は、旧ユーゴスラビア（現クロアチア）・プーラ出身の元サッカー選手。ポジションはミッドフィールダー。
Kリーグ時代の登録名はアギッチ（ハングル: 아기치）。

## 経歴
代表デビューは1999年3月10日に行われた対ギリシャ代表戦。試合後半16分にゴラン・ユーリッチと途中交代して出場した。
2012年12月、プルヴァHNLで起こった八百長事件に関与したとして懲役9ヶ月と罰金26,500ユーロの判決が下った。